# Jackie Chan: My Story
Pour plus de détails, voir Fiche technique et Distribution.
Jackie Chan: My Story est un film documentaire hongkongais réalisé par Jackie Chan, sorti en 1998.
Ce documentaire retrace la vie de Jackie Chan exposée par lui-même.

## Fiche technique
- Titre original : Jackie Chan: My Story
- Réalisation : Jackie Chan
- Scénario : Bey Logan
- Pays de production : Hong Kong
- Sociétés de production : Media Asia Films, The Jackie Chan Group
- Genre : Documentaire
- Durée : 74 minutes
- Date de sortie :
  - Hong Kong : 17 novembre 1998

## Distribution
- Jackie Chan (VF : William Coryn) : lui-même
- Willie Chan : lui-même
- Charles Chan : lui-même
- Stanley Tong : lui-même
- Sammo Hung : lui-même
- Michelle Yeoh : elle-même
- Sylvester Stallone : lui-même
- Yuen Biao : lui-même
- Quentin Tarantino : lui-même
- John Woo : lui-même
- Whoopi Goldberg  : elle-même
- Arthur Hiller : lui-même
- Martin Lawrence : lui-même
- Jay Leno : lui-même
- Wesley Snipes : lui-même
- Michael Warrington : lui-même
- Bruce Willis (VF : Patrick Poivey) : lui-même (vidéo d'archive)
- Bruce Lee : lui-même (vidéo d'archive)
- Chuck D : lui-même
- Joe Eszterhas : lui-même
- Emil Chau : elle-même
- David Akers-Jones : lui-même